# Al Sharqi
La famiglia Al Sharqi (in arabo: الشرقي) è la famiglia reale regnante di Fujaira, uno dei sette emirati che insieme costituiscono gli Emirati Arabi Uniti.

## Fondazione di Fujaira
Il nome deriva dal singolare di Sharqiyin, che fu a lungo la tribù dominante lungo la costa orientale degli Stati della Tregua, area nota come Shamailiyah.
Gli Sharqiyin furono tradizionalmente dipendenti di Sharja, ma, nel corso dei secoli, tentarono in diverse occasioni di dichiarare l'indipendenza, riuscendoci solamente nel 1901 ed ottenendo infine il riconoscimento britannico come Stato della Tregua nel 1952.

## Elenco degli Emiri di Al Sharqi
| Regno                    | Nome                          | Note  |
| ------------------------ | ----------------------------- | ----- |
| 1876 - 1936              | Hamad bin Abd Allah Al Sharqi | [ 3 ] |
| 1936 - 1942              | Saif bin Hamad Al Sharqi      |       |
| 1942 - 18 settembre 1974 | Mohammed bin Hamad Al Sharqi  | [ 4 ] |
| dal 18 settembre 1974    | Hamad bin Mohammed Al Sharqi  |       |